# Robert Švarcman
Robert Michajlovič Švarcman (* 16. září 1999 Tel Aviv) je rusko-izraelský závodní jezdec, který v současnosti závodí v IndyCar Series, kde jezdí s Chevroletem č. 83 za tým Prema Racing. V roce 2021 se stal vicemistrem Formule 2, kde v té době hájil též barvy Premy. Je to také bývalý člen akademie Scuderie Ferrari.
Ve Formuli 2 jezdil v letech 2020 a 2021, v obou sezónách byl v souboji o titul, skončil čtvrtý, respektive druhý. Ve Formuli 3 byl Švarcman také úspěšný. V roce 2018 skončil třetí a v roce 2019 získal titul. Mezi lety 2014 a 2017 závodil v sériích: Formule 4 ADAC, Formula Renault 2.0 Eurocup a Italská Formule 4. Mezi lety 2004 a 2013 se věnoval motokárám.
V roce 2024 závodil ve FIA World Endurance Championship v kategorii hypercarů za tým AF Corse po boku Yifeie Yea a Roberta Kubici. Dokázali vyhrát jeden závod a v celkovém hodnocení skončili devátí.
Švarcman absolvoval dva nováčkovské testy ve Formuli E v letech 2023 a 2024. V obou testech jel s týmem DS Penske a v roce 2024 byl ze všech nejrychlejší.

## Formule 1
Od roku 2017 byl Švarcman členem juniorské akademie Ferrari. V roce 2023 se stal i rezervním jezdcem pro Ferrari. Mezi lety 2022 a 2024 odjel ve Formuli 1 dohromady šest pátečních tréninků, čtyři za Ferrari a dva za Sauber. Ferrari mu ale nikdy nedokázalo zajistit trvalé místo ve Formuli 1, a proto na konci roku 2024 tým i akademii opustil, aby se mohl plně soustředit jen na IndyCar.

## Výsledky
| Legenda k tabulce | Legenda k tabulce                                                                       |
| Barva             | Výsledek                                                                                |
| ----------------- | --------------------------------------------------------------------------------------- |
| Zlatá             | Vítěz                                                                                   |
| Stříbrná          | 2. místo                                                                                |
| Bronzová          | 3. místo                                                                                |
| Zelená            | Bodované umístění                                                                       |
| Modrá             | Nebodované umístění                                                                     |
| Modrá             | Dokončil neklasifikován (NC)                                                            |
| Fialová           | Odstoupil (Ret)                                                                         |
| Červená           | Nekvalifikoval se (DNQ)                                                                 |
| Červená           | Nepředkvalifikoval se (DNPQ)                                                            |
| Černá             | Diskvalifikován (DSQ)                                                                   |
| Bílá              | Nestartoval (DNS)                                                                       |
| Bílá              | Závod zrušen (C)                                                                        |
| Světle modrá      | Pouze trénoval (PO)                                                                     |
| Světle modrá      | Páteční testovací jezdec (TD)                                                           |
| Bez barvy         | Netrénoval (DNP)                                                                        |
| Bez barvy         | Vyřazen (EX)                                                                            |
| Bez barvy         | Nepřijel (DNA)                                                                          |
| Bez barvy         | Odvolal účast (WD)                                                                      |
| Bez barvy         | Nezúčastnil se (prázdné)                                                                |
| Označení          | Význam                                                                                  |
| Tučnost           | Pole position                                                                           |
| Kurzíva           | Nejrychlejší kolo                                                                       |
| †                 | Jezdec nedojel do cíle, ale byl klasifikován, protože odjel více než 90 % délky závodu. |
| ‡                 | Byl udělován poloviční počet bodů, protože bylo odjeto méně než 75 % délky závodu.      |
| Horní index       | Umístění bodujících jezdců ve sprintu                                                   |

### Kompletní výsledky v Evropské Formuli 3
| Rok  | Tým                   | 1       | 2       | 3        | 4       | 5       | 6         | 7       | 8         | 9       | 10      | 11      | 12       | 13      | 14      | 15      | 16      | 17      | 18       | 19      | 20      | 21      | 22      | 23    | 24      | 25      | 26      | 27      | 28      | 29      | 30      | Body | Umístění |
| ---- | --------------------- | ------- | ------- | -------- | ------- | ------- | --------- | ------- | --------- | ------- | ------- | ------- | -------- | ------- | ------- | ------- | ------- | ------- | -------- | ------- | ------- | ------- | ------- | ----- | ------- | ------- | ------- | ------- | ------- | ------- | ------- | ---- | -------- |
| 2018 | Prema Theodore Racing | PAU 1 8 | PAU 2 9 | PAU 3 6‡ | HUN 1 3 | HUN 2 5 | HUN 3 Ret | NOR 1 6 | NOR 2 Ret | NOR 3 7 | ZAN 1 8 | ZAN 2 7 | ZAN 3 11 | SPA 1 5 | SPA 2 4 | SPA 3 2 | SIL 1 8 | SIL 2 9 | SIL 3 10 | MIS 1 3 | MIS 2 9 | MIS 3 7 | NÜR 1 2 | NÜR 2 | NÜR 3 2 | RBR 1 2 | RBR 2 3 | RBR 3 1 | HOC 1 2 | HOC 2 5 | HOC 3 1 | 294  | 3. místo |

### Kompletní výsledky ve Formuli 3
| Rok  | Tým          | 1         | 2         | 3         | 4         | 5         | 6         | 7         | 8         | 9         | 10          | 11        | 12        | 13        | 14        | 15        | 16        | Body | Umístění |
| ---- | ------------ | --------- | --------- | --------- | --------- | --------- | --------- | --------- | --------- | --------- | ----------- | --------- | --------- | --------- | --------- | --------- | --------- | ---- | -------- |
| 2019 | Prema Racing | CAT FEA 1 | CAT SPR 4 | LEC FEA 2 | LEC SPR 1 | RBR FEA 5 | RBR SPR 3 | SIL FEA 5 | SIL SPR 2 | HUN FEA 5 | HUN SPR Ret | SPA FEA 2 | SPA SPR 3 | MNZ FEA 1 | MNZ SPR 8 | SOC FEA 2 | SOC SPR 3 | 212  | 1. místo |

### Kompletní výsledky ve Formuli 2
| Rok  | Tým          | 1          | 2           | 3          | 4            | 5          | 6         | 7           | 8           | 9          | 10          | 11         | 12         | 13        | 14        | 15        | 16        | 17          | 18        | 19         | 20         | 21         | 22         | 23         | 24         | Body | Umístění |
| ---- | ------------ | ---------- | ----------- | ---------- | ------------ | ---------- | --------- | ----------- | ----------- | ---------- | ----------- | ---------- | ---------- | --------- | --------- | --------- | --------- | ----------- | --------- | ---------- | ---------- | ---------- | ---------- | ---------- | ---------- | ---- | -------- |
| 2020 | Prema Racing | RBR1 FEA 3 | RBR1 SPR 4  | RBR2 FEA 1 | RBR2 SPR Ret | HUN FEA 1  | HUN SPR 4 | SIL1 FEA 14 | SIL1 SPR 13 | SIL2 FEA 8 | SIL2 SPR 13 | CAT FEA 2  | CAT SPR 13 | SPA FEA 5 | SPA SPR 1 | MNZ FEA 9 | MNZ SPR 5 | MUG FEA Ret | MUG SPR 9 | SOC FEA 11 | SOC SPR 10 | BHR1 FEA 8 | BHR1 SPR 1 | BHR2 FEA 4 | BHR2 SPR 5 | 177  | 4. místo |
| 2021 | Prema Racing | BHR SP1 4  | BHR SP2 Ret | BHR FEA 7  | MCO SP1 Ret  | MCO SP2 10 | MCO FEA 4 | BAK SP1 1   | BAK SP2 5   | BAK FEA 3  | SIL SP1 1   | SIL SP2 15 | SIL FEA 5  | MNZ SP1 6 | MNZ SP2 3 | MNZ FEA 6 | SOC SP1 3 | SOC SP2 C   | SOC FEA 4 | JED SP1 5  | JED SP2 3  | JED FEA 2‡ | YMC SP1 4  | YMC SP2 2  | YMC FEA 5  | 192  | 2. místo |

### Kompletní výsledky ve Formuli 1
| Rok  | Tým                       | Šasi            | Motor                   | 1   | 2   | 3   | 4   | 5   | 6   | 7   | 8   | 9   | 10  | 11  | 12  | 13     | 14  | 15     | 16  | 17  | 18  | 19     | 20     | 21  | 22     | 23  | 24  | Body | Umístění |
| ---- | ------------------------- | --------------- | ----------------------- | --- | --- | --- | --- | --- | --- | --- | --- | --- | --- | --- | --- | ------ | --- | ------ | --- | --- | --- | ------ | ------ | --- | ------ | --- | --- | ---- | -------- |
| 2022 | Scuderia Ferrari          | Ferrari F1-75   | Ferrari 066/7 1.6 V6 t  | BHR | SAU | AUS | EMI | MIA | ESP | MON | AZE | CAN | GBR | AUT | FRA | HUN    | BEL | NED    | ITA | SIN | JPN | USA TD | MXC    | SAP | ABU TD |     |     | —    | —        |
| 2023 | Scuderia Ferrari          | Ferrari SF-23   | Ferrari 066/10 1.6 V6 t | BHR | SAU | AUS | AZE | MIA | MON | ESP | CAN | AUT | GBR | HUN | BEL | NED TD | ITA | SIN    | JPN | QAT | USA | MXC    | SAP    | LVG | ABU TD |     |     | —    | —        |
| 2024 | Stake F1 Team Kick Sauber | Kick Sauber C44 | Ferrari 066/12 1.6 V6 t | BHR | SAU | AUS | JPN | CHN | MIA | EMI | MON | CAN | ESP | AUT | GBR | HUN    | BEL | NED TD | ITA | AZE | SIN | USA    | MXC TD | SAP | LVG    | QAT | ABU | —    | —        |

### Kompletní výsledky v GT World Challenge
| Rok  | Tým                             | Vůz             | Třída | 1     | 2     | 3         | 4          | 5           | 6      | 7     | Body | Umístění |
| ---- | ------------------------------- | --------------- | ----- | ----- | ----- | --------- | ---------- | ----------- | ------ | ----- | ---- | -------- |
| 2023 | AF Corse - Francorchamps Motors | Ferrari 296 GT3 | Pro   | MNZ 8 | LEC 7 | SPA 6H 29 | SPA 12H 25 | SPA 24H 44† | NÜR 22 | CAT 1 | 36   | 8. místo |

### Kompletní výsledky ve FIA World Endurance Championship
| Rok  | Tým      | Třída    | Šasi         | Motor                  | 1     | 2     | 3     | 4       | 5      | 6     | 7      | 8     | Body | Umístění |
| ---- | -------- | -------- | ------------ | ---------------------- | ----- | ----- | ----- | ------- | ------ | ----- | ------ | ----- | ---- | -------- |
| 2024 | AF Corse | Hypercar | Ferrari 499P | Ferrari 3.0 L Turbo V6 | QAT 4 | IMO 8 | SPA 8 | LMS Ret | SÃO 11 | COA 1 | FUJ 12 | BHR 8 | 57   | 9. místo |

### Kompletní výsledky v IndyCar Series
| Rok  | Tým          | Šasi         | Číslo | Motor     | 1      | 2      | 3      | 4      | 5      | 6       | 7      | 8      | 9      | 10  | 11  | 12  | 13  | 14  | 15  | 16  | 17  | Body | Umístění   |
| ---- | ------------ | ------------ | ----- | --------- | ------ | ------ | ------ | ------ | ------ | ------- | ------ | ------ | ------ | --- | --- | --- | --- | --- | --- | --- | --- | ---- | ---------- |
| 2025 | Prema Racing | Dallara DW12 | 83    | Chevrolet | STP 20 | THE 22 | LBH 18 | ALA 25 | IMS 18 | INDY 26 | DET 16 | GTW 10 | ROA 27 | MDO | IOW | IOW | TOR | LAG | POR | MIL | NSH | 104* | 22. místo* |

* Sezóna v průběhu